# Fábulas (revista em quadrinhos)
Fábulas (no original em inglês: Fables) é uma série de revistas de histórias em quadrinhos publicada pela editora estadunidense DC Comics através de seu selo Vertigo desde 2002. Sua história apresenta várias personagens de contos de fadas e folclore — que referem-se a si mesmas como "Fábulas" — que foram expulsas de suas Terras Natais por um inimigo desconhecido, chamado simplesmente de "Adversário". Elas então viajaram para o nosso mundo e formaram, na cidade de Nova York, uma comunidade clandestina conhecida como Cidade das Fábulas.
Escrita por Bill Willingham e desenhada majoritariamente por Mark Buckingham, a revista conta também com colaborações de desenhistas como Lan Medina e Steve Leialoha. James Jean foi responsável pela arte das capas das primeiras 81 edições, função que desde então passou a ser exercida por João Ruas. Após seu lançamento, Fábulas foi recebida com elogios de críticos especializados e leitores, tornando-se destinatária de diversas honrarias da indústria de quadrinhos, incluindo múltiplos prêmios Eisner.
A revista gerou vários produtos derivados — incluindo duas novas séries mensais: Jack of Fables e Fairest. Em novembro de 2013, através de seu website pessoal, Willingham anunciou que deverá encerrar Fábulas na edição 150, prevista para o início de 2015. A qual já acabou.

## Histórico
Vários artistas trabalharam no título. As capas até a edição #81 foram feitas por James Jean, após o que João Ruas assumiu como artista da capa. A maior parte do trabalho interior a lápis foi feita por Mark Buckingham (que supostamente teria recebido as rédeas da escrita se Willingham se tornasse incapaz de continuar). Outros artistas incluem Bryan Talbot, Lan Medina, P. Craig Russell, Mike Allred, Craig Hamilton e Linda Medley.
A série terminou na edição 150. A edição final de Fables foi uma edição maior do que o normal, compreendendo a maior parte da vigésima segunda edição encadernada de Fables. Foi lançada em julho de 2015.
Fables foi reiniciado com a edição nº 151 para um arco de 12 edições em maio de 2022.
Até 2023, Willingham era o único proprietário dos direitos da propriedade intelectual de Fables. Em 14 de setembro de 2023, Willingham anunciou que havia permitido que a propriedade intelectual de Fables entrasse em domínio público depois de ficar desencantado com a DC, Willingham citou como razão para isso sua frustração com a DC Comics, afirmando que por anos o a empresa lutou contra ele por royalties, direitos de mídia e várias outras questões. Em seu anúncio, Willingham escreveu: “Se bem entendi a lei... você tem o direito de fazer seus filmes e desenhos animados de Fables, e publicar seus livros de Fábulas, e fabricar seus brinquedos de Fables, e fazer o que quiser com sua propriedade, porque é sua propriedade." A decisão não afeta nenhuma obra de Fables já impressa, sobre a qual Willingham continuará a coletar royalties. A DC Comics negou a afirmação de Willingham de que a franquia é de domínio público, afirmando que eles continuam a deter os direitos sobre as histórias, personagens e elementos dos quadrinhos.

## Arcos de história

### A vida na Terra Natal
Inicialmente, todos os reinos dos contos de fadas existiam em terras situadas além do nosso plano de existência. Seus habitantes viviam em seus respectivos reinos, em maior parte, sem contato com os reinos dos contos de fadas vizinhos. Foi assim até o momento da invasão pelas tropas do Adversário, um ser que ninguém sabe ao certo afirmar o que é e de onde vem. Acredita-se que ele vivia em um reino remoto, ignorado pelas autoridades superiores, enquanto suas ambições e sua força se desenvolveram ao longo dos séculos. Após derrotar os reinos de sua própria terra, ele voltou-se aos reinos vizinhos, iniciando a sua invasão. Seus ataques foram ignorados enquanto eles se resumiam a atacar reinos próximos ao seu local de origem, terras distantes da maior parte dos outros reinos. Por esse fato, acreditava-se que ele só desejava obter o poder de determinados locais, derrotar determinados povos, mas quando os outros reinos se conscientizaram que ele queria todos os reinos, já era demasiado tarde, pois o Adversário já havia conseguido poder demais. Dessa forma, não houve forças de resistência suficientes para impedir o seu avanço e as fábulas que conseguiram fugir, vieram para o nosso mundo, tido como o exílio.

### Vivendo no exílio
Chegando ao exílio, as fábulas decidiram organizar-se em uma forma de governo, cuja sede situa-se em Nova York. A autoridade superior, pelo menos oficialmente, é o Rei Cole, porém a verdade é que quem realmente tem o poder é a vice-prefeita, Branca de Neve, já que, segundo a própria, Cole só faz a parte teatral, realizando cerimônias e atendendo aos nobres. Durante a organização na nova terra, optaram por perdoar todos os crimes cometidos na terra natal, criando, assim, a Anistia Geral. Dessa forma, todas as fábulas podem viver como se nada criminoso tivesse acontecido em seu passado, o que também lhes concede vantagens em julgamentos, pois seus maiores crimes foram esquecidos e, portanto, não podem mais ser evocados como suspeita nos tribunais. Além disso, só podem viver na cidade as fábulas com aparência humana ou as que possuem meios para se fazer passar por humanos, normalmente por auxílio de magia. Os que não possuem aparência humana, ou vivem escondidos na cidade, ou vivem na Fazenda, local para onde esses de aparência comprometedora são enviados. É de extrema importância que se mantenha o disfarce, para que os "mundanos", como são chamados pelas fábulas, não saibam de sua presença entre eles.

## Personagens de destaque

### Branca de Neve
Branca, durante a infância, viveu ao lado da irmã gêmea, Rosa Vermelha. A princípio, parece que foi maltratada pela Bruxa, que a forçava a trabalhos domésticos pesados, seguindo a prática comum da época, e segundo a tradição do conto original. No entanto, Branca escapou e foi encontrada por sete anões mineradores, que lhe ofereceram moradia. Não se sabe muito além disso, pois esse é um assunto que se tornou tabu e deixa a vice-prefeita irritadíssima, então evita-se de comentar sobre isso em sua presença. Durante o arco "As Mil e uma Noites", a relação - traumática - entre Branca de Neve e os Sete Anões finalmente é revelada. Atualmente, encontra-se divorciada há séculos de seu primeiro marido, o príncipe Encantado.

### Rosa Vermelha
Rosa é a irmã gêmea de Branca de Neve. Garota problema, se sentiu ressentida por a irmã ter se casado e a abandonado. Também se sentia magoada pela maior fama de Branca. Envolveu-se com o Príncipe Encantado para magoar a irmã, assim como todas as outras encrencas em que se meteu foram apenas com o intuito de atingir Branca. Depois do fiasco envolvendo João e Barba Azul, ela acabou por se redimir e se tornou a administradora da Fazenda. Atualmente mantém uma relação amigável com a irmã.
A título de curiosidade, no Brasil, o conto estrelado por Rosa Vermelha é mais conhecido como "Rosa Branca e Rosa Vermelha", apesar de seu nome original ser "Snow White and Red Rose" (Branca de Neve e Rosa Vermelha).

### Príncipe Encantado
Encantado, tido como o "par perfeito", partiria o coração das pobres donzelas que sonham com ele, caso isso lhe fosse lucrativo. Infelizmente, para ele, Encantado não conseguiu trazer muito de sua fortuna da terra natal para o exílio, ficando, então, em situação delicada. Provavelmente em consequência de uma vida de excessos, ele encontra-se sem dinheiro e, para conseguir meios de se sustentar, utiliza a sua beleza para dar golpes em mulheres, nas cidades por onde passa.
Também não é muito fiel a Branca de Neve.

### Lobo Mau
Lobo, certa vez, assoprou as casas dos Três Porquinhos, na intenção de que eles se tornassem o seu jantar. Infelizmente, para ele, sua tentativa foi frustrada e isso não se concretizou. Já no exílio, Lobo conseguiu um emprego de xerife de toda Fabletown e está na profissão há pouco mais de duzentos anos, desde o primeiro dia das fábulas fora da terra natal. Para manter o disfarce, Bigby, como também é chamado, anda entre os mundanos com aparência humana, utilizada em período integral. Possui um interesse afectivo por Branca de Neve, ao que é correspondido, embora a vice-prefeita demorou para admitir o que sentia.

### João do Pé-de-Feijão
Também conhecido como João das Lorotas. Certa vez João encontrou um punhado de feijões que, se plantados, supostamente, criariam um imenso pé-de-feijão, tão grande que alcançaria o céu, local onde haveria tesouros, que tirariam João da pobreza. Por motivos não revelados, João não tem mais posse de seu pé-de-feijão e, desde o início do exílio, tenta de tudo para ficar rico rapidamente, incluindo usar itens mágicos para vencer corridas contra mundanos.

### Garoto Azul (Blue Boy)
Proveniente de uma historia pouco conhecida,é no entanto uma das personagens principais da série. Assistente de Branca de Neve, Azul (como é comumente chamado) anda sempre acompanhado por seu trompete. Teve um caso com uma espiã do Adversário disfarçada de Chapeuzinho Vermelho (na verdade é a bruxa Baba Yaga disfarçada).

### Papa-moscas (Flycatcher)/ Príncipe Ambrósio
Prince Ambrose (no original) fora em tempos amaldiçoado tendo de viver transformado num sapo até que recebesse um beijo de uma princesa. Em FABLES vive fazendo trabalho comunitário há anos a mando de Bigby que o acusa de comer moscas, pondo assim em causa a sua identidade aos mundanos (mundys).Só mais tarde por volta do número #33 é que descobre que tal atitude de Bigby se deve ao facto de que se Ambrósio tivesse de cumprir pena não se sentiria mal por não regressar a terra natal para procurar a sua esposa e filhos, que se encontravam  mortos - fato desconhecido por Ambrósio.

## Cronologia

### Lendas no Exílio (#01-05) Volume 1
João, ao ir visitar sua namorada, Rosa Vermelha descobre que ela foi assassinada, em um banho de sangue terrível. Logo ele avisa a Bigby, que inicia as investigações, mantendo João sob custódia, alegando que ele seria suspeito. Enquanto isso, Encantado volta à cidade, com a intenção de aproveitar-se da proximidade do Dia da Lembrança - cerimónia anual onde as fábulas reúnem-se para relembrar os dias na terra natal e arrecadar fundos para o governo -, período em que, segundo ele, todos ficam mais emotivos e, portanto, mais suscetíveis a cair em golpes. Bigby descobre que tudo é uma grande farsa, armada por João e Rosa e revela tudo ao fim da cerimônia. João e Rosa são sentenciados a duzentas horas de serviço comunitário e Encantado tem seus planos frustrados por Branca, vendo-se obrigado a sumir da cidade novamente.

### A Revolução dos Bichos / Fazenda Selvagem (#06-10) - Volume 2
Ao tentar se reconciliar com sua irmã, Rosa, Branca de Neve a leva para sua inspeção semestral na fazenda, onde moram as fábulas não humanas que não podem viver na cidade. No entanto, ao chegar à fazenda elas se deparam com uma estranha situação. Branca demora a perceber, mas diversos habitantes da fazenda estão tramando uma revolução para reaver suas terras na terra natal, por se sentirem  excluídos por terem que viver presos na fazenda. Liderados por Cachinhos Dourados eles preparam todo um processo "revolucionário" contra a ordem imputada pela cidade. No entanto, percebe-se que a Cachinhos tem por objetivo sua auto promoção e não libertar de fato os habitantes da fazenda. Rosa se junta aos revolucionários e Branca é perseguida, presa e, mesmo vencendo a revolução, ao final acaba por levar um tiro na cabeça de Cachinhos, que permanece foragida.

### O Livro do Amor (#11–18) - Volume 3
Depois de humilhado, Barba Azul arquiteta um plano para acabar com Bigby e Branca de Neve. Ele encanta os dois, faz com que saiam da cidade e manda Cachinhos Dourados para matá-los. Enquanto ajuda a resolver a situação e decide concorrer nas próximas eleições para prefeito da Cidade das Fábulas. No final do encadernado Bigby conta a Papa-Moscas a história da fundação da Vila-Pequena, na Fazenda.

### A Marcha dos Soldados de Madeira (#19-21, #23-27 eO Último Castelo) - Volume 4
Durante séculos, as fábulas  vigiaram os portais entre nosso mundo terreno e sua terra mágica perdida, sempre em busca de qualquer indício de invasão ou da chegada de novos fugitivos. Agora, após décadas de calma, parece que alguém finalmente escapou da opressão do Adversário e conseguiu chegar em busca de proteção. Mas, aparentemente, esse novo visitante não vem sozinho e o que ele traz consigo pode causar a destruição total da Cidade das Fábulas! Os tempos de paz acabaram, agora é guerra!
E ainda: Acuados no fim de seus antigos domínios, as fábulas que conseguiram resistir ao Adversário reuniram-se no Último Castelo para a resistência definitiva. Conheça a verdadeira história por trás da mais dramática batalha das terras natais!

### Os Ventos da Mudança (#22, #28-33) - Volume 5
Os ventos da mudança estão sendo sentidos por toda a Cidade das Fábulas. Mesmo com a vitória contra os invasores do Adversário, os desafios não terminaram. Uma eleição está prestes a acontecer e, pela primeira vez, Rei Cole tem um concorrente. O Príncipe Encantado quer o cargo para si e prometerá o impossível para vencer. Enquanto isso, Branca de Neve prepara-se para entrar em trabalho de parto e os prisioneiros da batalha são interrogados. Para Bigby Lobo, os ventos  trazem recordações do passado e a lembrança de uma missão e de uma dura batalha contra um monstro no tempo de uma guerra muito maior que a Batalha da Cidade das Fábulas. E ainda: Cinderela revela para quem secretamente trabalha.
E logo após os eventos da Batalha da Cidade das Fábulas, o Garoto Azul planejou em segredo uma missão não autorizada nos antigos territórios conquistados, para resgatar Chapeuzinho Vermelho, seu verdadeiro amor, das garras do Adversário e seus lacaios. Uma noite sem aviso, Azul rouba os poderosos Manto Enfeitiçado e a Espada Vorpal, além do corpo inerte de madeira de Pinóquio, e parte então em sua busca. Enquanto isso, as autoridades da Cidade das Fábulas começam a suspeitar que existe pelo menos mais um espião do Adversário em seu meio. E medidas preliminares estão sendo tomadas para descobri-lo...

### Terras Natais (#34-#41) - Volume 6
A Batalha da Cidade das Fábulas foi vencida, mas a guerra não está nem um pouco perto do fim. Tendo derrotado o Adversário em sua primeira investida no mundo em que habitam, as fábulas agora precisam se preparar para novas batalhas. Para um personagem em particular, isso significa deixar a Cidade pra trás e tentar uma nova carreira como um imortal magnata de Hollywood - um caminho que ele espera que o leve à riqueza e à imortalidade. Para outra fábula, no entanto, significa uma jornada por uma estrada muito mais perigosa - uma que percorre sinuosamente as antigas Terras Natais, levando diretamente ao coração do território inimigo, onde o mistério da identidade do Adversário finalmente será revelado! Para saber sua identidade, basta selecionar o parágrafo a seguir:
O Adversário na verdade é o Sr. Gepeto. Sim! O pai do Pinóquio.

### Dias e Noites das Arábias (#42–47) - Volume 7
Um grande choque cultural ocorre! Com a identidade do Adversário finalmente revelada para os habitantes da Cidade das Fábulas, chegou a hora de se preparar para a defesa de sua fortaleza no mundo mundano – e isso significa forjar alianças com quem quer que ainda não tenha sido conquistado pelas legiões do inimigo.
Mas a chegada de uma delegação das Terras Árabes mostra o quão ardiloso esse tipo de negociação pode ser, especialmente quando um dos lados está escondendo uma Arma de Destruição Mágica (um terrível Gênio da Lâmpada)!

### Lobos (#48–51) - Volume 8
A comunidade das fábulas precisou abandonar as suas Terras Natais e se mudar para o nosso mundo para fugir das garras de seu antagonista de longa data, o Adversário. Agora chegou a hora de dar o troco à tentativa de invasão do Adversário (como visto no Vol. 4) e deixar claro que o preço para dominar essa última fortaleza independente é maior do que ele poderia aceitar.
Lobo Mau (Bigby) destruiu o Bosque Mágico de onde Gepeto tirava a matéria-prima para esculpir seus Soldados de Madeira. Talvez uma possível guerra poderá ser deflagrada pelo Adversário. Porém uma aparente trégua paira sobre a Cidade das Fábulas por consequência deste ataque preventivo. Bigby e Branca de Neve finalmente se casaram e agora moram com sua "ninhada" no Vale dos Lobos, ao lado da Fazenda. Tudo termina bem (por enquanto)...

### Filhos do Império (#52-59) - Volume 9
As fábulas desferiram um duro golpe contra o Adversário ao destruírem seus bens mais preciosos exatamente no coração do Império, mas também podem ter preparado o caminho para uma sangrenta guerra entre mundos! Enquanto o governante das Terras Natais lambe as feridas e reúne suas forças, os moradores da Cidade das Fábulas têm uma rara chance de desfrutar a breve paz que a vitória lhes trouxe. Mas todos sabem que essa é apenas a calmaria que precede a tempestade – e é hora de se cobrar juramentos de lealdade daqueles que ainda estão em cima do muro. Antes que seja tarde!

### O Bom Príncipe (#60-69) - Volume 10
Por muitos séculos, a Cidade Das Fábulas e o Império mantiveram uma desconfiança mútua e uma saudável distância, sem nunca tirar o olho um do outro. Mas, nos últimos tempos, os ventos da guerra começaram a soprar. O Adversário quer que os exilados da Cidade das Fábulas sejam trazidos de volta de qualquer maneira ou exterminados, caso continuem a resistir. Os planos de invasão estão sendo traçados.
Com uma guerra total entre as forças do Adversário e das fábulas do Mundo Mundano se armando no horizonte, a responsabilidade agora recai sobre os ombros de um humilde zelador conhecido como Papa-Moscas (Flycatcher). Libertado de uma amnésia que o impedia de se lembrar de algo que agora o atormenta, príncipe Ambrose (como ele era conhecido em tempos mais felizes) encara uma longa e árdua jornada - uma que pode levá-lo ao reino dos mortos e ao coração do império do inimigo. Se for bem sucedido, esse inesperado herói ficará frente a frente com o desafio de sua vida - e que poderá selar o futuro da cidade das Fábulas e das Terras Natais.

### Guerra! (#70-75) - Volume 11
Os preparativos estavam em andamento há muito tempo e agora a escaramuça vai começar! A Cidade das Fábulas e o Império entrarão em uma guerra de escala sem precendentes! As fábulas do Mundo Mundano querem liberdade a qualquer preço - mesmo que isso signifique destruir o Império. Já os conquistadores das Terras Natais não aceitam nada menos que a aniquilação completa da Cidade das Fábulas e seus habitantes! A sorte está lançada!
Em desvantagem, as fábulas fizeram o possível para nivelar as probabilidades. Os temíveis soldados de madeira foram neutralizados e o Adversário está prestes a ter seu primeiro contato com a alta tecnologia do mundo moderno. Mas o homem que conquistou centenas de reinos não conseguiu isso jogando limpo e a ainda tem um truque ou dois em sua manga para mostrar aos habitantes da Cidade das Fábulas! Por consequência desta guerra as Fábulas tiveram um sacricífio de alguém encantando demais para morrer e um garoto corre risco de perder a vida.
O final da guerra trás novas mudanças nas histórias das Fábulas e tempos sombrios estão chegando... A Era das Trevas está por vir!

### Era das Trevas (#76-82) - Volume 12
A guerra entre a Cidade das Fábulas e o poderoso império do Adversário acabou! As fábulas livres venceram e trouxeram seu derrotado inimigo das Terras Natais para juntar-se a elas no exílio. Mas sua alegria está destinada a durar pouco, pois nem mesmo as justas ações de heróis estão livres de terem as mais inesperadas consequências. No caos que se seguiu à guerra nas terras do Adversário, uma terrível força foi libertada e suas malignas garras estendem-se por milhares de mundos, incluindo a Cidade das Fábulas e o Mundo Mundano!

### O Grande Encontro (#83-85 e outras...) - Volume 13
Chegou o momento! Uma história tão grandiosa, em uma escala tão épica, que uma série apenas seria incapaz de contê-la! Nem bem as fábulas livres estão se reagrupando após a inesperada destruição de sua cidadela em Nova York e um novo inimigo já surge no horizonte – um que não ameaça apenas seu planeta adotivo, mas sim a própria realidade! Talvez nem toda a força combinada desses heróis da ficção seja capaz de derrotar tão poderoso algoz. A única coisa certa no momento é que nada será como antes no universo de Fábulas.

### Bruxas (#86-93) - Volume 14
Nos destroços do que uma vez foi a Cidade das Fábulas, o sinistro Senhor Escuro constrói uma teia de medo e ira que ameaça capturar qualquer fábula que se aproximar demais. Longe do arsenal de armas místicas da sala da administração do edifício O Bosque, as fábulas exiladas precisarão voltar sua atenção para seus membros mais antigos e poderosos: apenas as bruxas e feiticeiros que outrora ocuparam o 13º Andar têm o poder necessário para fazer frente a esse novo inimigo – isso se não deixarem as antigas rixas entre seus integrantes destruírem qualquer tentativa de trabalho em equipe. Enquanto isso, aqueles presos no que sobrou da Administração encontram-se frente a uma legião de inimigos agora libertos!

### Rosa Vermelha (#94-100) - Volume 15
Enquanto as Fábulas Livres do Mundo Mundano tentam desesperadamente fugir da influência do esmagador poder do Senhor Escuro, Rosa Vermelha – agora líder de fachada da Fazenda – finalmente é arrancada de sua paralisante depressão e volta ao jogo graças a uma oportuna revelação sobre seu passado. Sua epifania chegou em boa hora, pois, quanto mais da cidade de Nova York cai sob a influência maligna do Escuro, mais difícil fica de lançar um ataque fulminante contra ele. Por sorte, os sobreviventes da Cidade das Fábulas têm a bruxa mais poderosa do mundo ao seu lado – e talvez ela seja a única criatura mais impiedosa que o Senhor Escuro!

### Superequipe (#101-107) - Volume 16
O mau espreita as fronteiras de Santuário. Alimentado pelo medo e impulsionado pelas trevas, o Senhor Escuro ressurgiu mais poderoso do que nunca. Em breve, as defesas das fábulas vão ruir e o Dia do Juízo Final se abaterá sobre todos. Mas nada tema, aí vêm os… Fabulosos F-Men! Reunidos pela grande e poderosa Ozma e pelo sábio e condenado a uma cadeira de rodas Pinóquio (não se preocupe, as pernas estão intactas, ele só quer interpretar bem o papel), as fabulosas criaturas combinarão seus poderes para formar uma equipe capaz de quebrar a cara de qualquer outra equipe! Não faltarão arquétipos super-heroísticos. Fortões! Uma armadura maneira! Pequeninos que podem invadir o canal auditivo de vilões! A garota que pode voar! Até mesmo um anti-herói renegado e peludo com garras: Bigby Lobo em pessoa. Juntos, eles sobrepujarão seus medos e derrotarão o Senhor Escuro de uma vez por todas!

### Herdeiros do vento (#108-113) - Volume 17
O assustador Senhor Escuro está morto, assassinado em um ataque suicida pela única entidade mais fria do que ele: O Vento Norte, rei das Vastidões Congeladas, Senhor dos Ventos Cardeais, e hesitante pai daquele outrora conhecido como Lobo Mau.
Como Bigby Lobo renunciou a qualquer direito ao trono, agora ele e Branca de Neve assistirão enquanto os servos do Vento Norte aplicam uma série de testes aos seus filhos para determinar quem será o herdeiro do vento! Enquanto isso, os ventos da mudança também sopram em outras terras.
A revolução que Bufkin promove contra o governante do Império Pan-Oziano ganha novos aliados! Na Fazenda, a patrulha de reconhecimento de Rosa Vermelha encontra boas notícias, bem a tempo do Natal! E, no Castelo Escuro, a Enfermeira Spratt aguarda com ansiedade (e com uma afiada lâmina) o retorno das fábulas!

### Filhotes na Brinquedolândia (#114i-123i) - Volume 18
Inverno foi coroada como sendo o novo Vento Norte, mas tudo que sua irmã Teresa ganhou foi um barquinho de brinquedo tosco que a convidou para uma aventura mágica.
Mas a viagem de Teresa a leva até uma desolada praia onde jazem os brinquedos quebrados de Descártia. Enquanto o clã Lobo – liderado pelo filhote Dare – busca desesperadamente por Teresa, o que acontecerá com a garotinha quando descobrir a verdade sobre a Brinquedolândia? E qual o preço para salvar sua vida… e sua alma?

### Branca de Neve (#114ii-123ii/124-129) - Volume 19
No passado, ela foi o verdadeiro amor do Príncipe Encantado, o maior espadachim que já viveu. Depois, casou com Bigby Lobo, o implacável filho do Vento Norte.
Mas antes de conhecer essas duas famosas fábulas, Branca de Neve estava prometida para outro… E essa figura do passado está de volta e quer o que acredita ser seu por direito… mas e Bigby e os filhotes?
Aparentemente, não fazem parte dos planos para essa nova família. A equipe criativa formada por Bill Willingham, Mark Buckingham e Steve Leialoha recebe o reforço de Shawn McManus para desencavar segredos há muito escondidos e descortinar uma nova era para FÁBULAS!

### Camelot (#130-140) - Volume 20
O maior herói das fábulas, Bigby Lobo, está morto. Branca de Neve, sua esposa, vingou a morte e apunhalou o assassino. Um dos filhotes de Bigby e Branca é o novo Vento Norte e, com o cargo, recebeu os poderes – e a responsabilidade – de um deus.
É o início de uma estranha nova era para os habitantes da Cidade das Fábulas. E que época melhor do que essa para trazer de volta os antigos costumes da corte do velho Rei Artur? Como avatar da Esperança, Rosa Vermelha acredita que heróis em armaduras de prata são tudo de que os infinitos mundos de fábulas precisam. Ela está construindo uma Nova Camelot a partir das cinzas da anterior, mas serão necessários alguns (milhares) de heróis para tornar o sonho realidade.
Para se tornar uma lenda moderna, Rosa terá que usar poderes que nem imaginava possuir – e, com isso, também criar inimigos impossíveis de serem derrotados. Pois sempre que Camelot se ergue, ela também traz consigo a semente de sua própria destruição.
Desembainhe sua espada e jure lealdade a CAMELOT, dos heráldicos narradores Bill Willingham, Mark Buckingham e Steve Leialoha, e sua sempre crescente távola de talentosos aliados!

### Felizes para Sempre (#141-149) - Volume 21
Bigby Lobo, uma das fábulas mais poderosas, foi destruído. O vácuo deixado pela sua morte afetou a balança de poder da Cidade das Fábulas e isso levou as irmãs Branca de Neve e Rosa Vermelha a fronts opostos, cada uma à frente de uma facção e com ideias divergentes sobre como agir. Para complicar tudo, um insuspeito inimigo ainda não está satisfeito com a situação e pretende trazer mais caos com suas maquinações urdindo a volta de Bigby, mas sem uma parte fundamental: sua humanidade.
O resultado desses planos é uma verdadeira máquina de matar à solta nas ruas de Nova York, desmembrando qualquer pessoa que atravesse seu caminho e enfraquecendo a divisão entre o mundo mundano e a mágica Cidade das Fábulas a cada passo.
A comunidade está dividida sobre como lidar com a situação. Rosa prepara seus cavaleiros de Nova Camelot para a batalha, enquanto Branca planeja salvar seu enfeitiçado marido. Essa é uma história que só pode terminar em tragédia – mas contos podem ser reescritos e feitiços podem ser quebrados.  No fim, fábulas viverão e fábulas morrerão, mas todas terão a chance de viver felizes para sempre.

## Encadernados
No Brasil, a Editora Panini está realizando um trabalho com esse material de maneira organizada, lançando os encadernados de Fábulas respeitando a cronologia dos fatos. Os primeiros volumes foram lançados pela editora Devir e depois também pela editora Pixel Media.
Atualmente, a intenção da Panini será lançar todos os volumes nos próximos anos até completar toda a coleção.
- Vol 1. Lendas no Exílio (Fables #1–5, e a curta história "A Wolf in the Fold" - Legends in Exile)
- Vol 2. A Revolução dos Bichos (Fables #6–10 - Animal Farm)
- Vol 3. O Livro do Amor (Fables #11–18 - Storybook Love)
- Vol 4. Marcha dos Soldados de Madeira (Fables #19–21, 23–27, e a edição "The Last Castle" - March of the Wooden Soldiers)
- Vol 5. Os Ventos da Mudança (Fables #22, 28–33 - The Mean Seasons)
- Vol 6. Terras Natais (Fables #34–41 - Homelands)
- Vol 7. Dias e Noites das Arábias (Fables #42–47 - Arabian Nights (and Days))
- Vol 8. Lobos (Fables #48–51, mapas da Cidade das Fábulas e da Fazenda, além do script da edição #50)
- Vol 9. Filhos do Império (Fables #52-59 - Sons of Empire)
- Vol 10. O Bom Príncipe (Fables #60-69 - The Good Prince)
- Vol 11. Guerra! (Fables #70-75 - War and Pieces)
- Vol 12. A Era das Trevas (Fables #76-82 - The Dark Ages)
- Vol 13. O Grande Encontro (Fables #83-85 - The Great Fables Crossover, Jack of Fables #33–35 and The Literals #1–3)
- Vol 14. Bruxas (Fables #86-93 - Witches)
- Vol 15. Rosa Vermelha (Fables #94-100 - Rose Red)
- Vol 16. Superequipe (Fables #101-107 - Super Team)
- Vol 17. Herdeiro do Vento (Fables #108-113 - Inherit the Wind)
- Vol 18. Filhotes na Brinquedolândia (Fables #114-121 - Cubs in Toyland)
- Vol 19. Branca de Neve (Fables #114-123 (histórias secundárias), #124-129 - Snow White)
- Vol 20. Camelot (Fables #130-140 - Camelot)
- Vol 21. Happily Ever After (Fables #141-149)

Encadernados Inéditos no Brasil
- Vol 22. Farewell (Fables #150 e conteúdo extra)